# Entminungsdienst
Der Entminungsdienst (EMD) ist eine Dienststelle des Kommandos Streitkräftebasis im Österreichischen Bundesheer und zuständig für die Bergung, Identifizierung, Entschärfung, Verbringung und Vernichtung von Kriegsmaterial aus der Zeit vor 1955. Für jüngere Explosivstoffe ist der Entschärfungsdienst des Innenministeriums zuständig.
Seit dem Ende des Zweiten Weltkriegs wurden durch den Entminungsdienst im Gebiet der Republik Österreich etwa 25.000 Tonnen Kriegsmaterial, darunter circa 20.000 Fliegerbomben-Blindgänger, geborgen und vernichtet. Derzeit gibt es im Jahr um die 1.000 Einsätze. Vergleichbare Aufgaben übernehmen in Deutschland der Kampfmittelräumdienst und die Sprengmittelabteilungen der Landeskriminalämter sowie in der Schweiz die Einheit für Kampfmittelbeseitigung der Armee.
1951 war der Entminungsdienst einer der Preisträger des Karl-Renner-Preises.

## Organisation

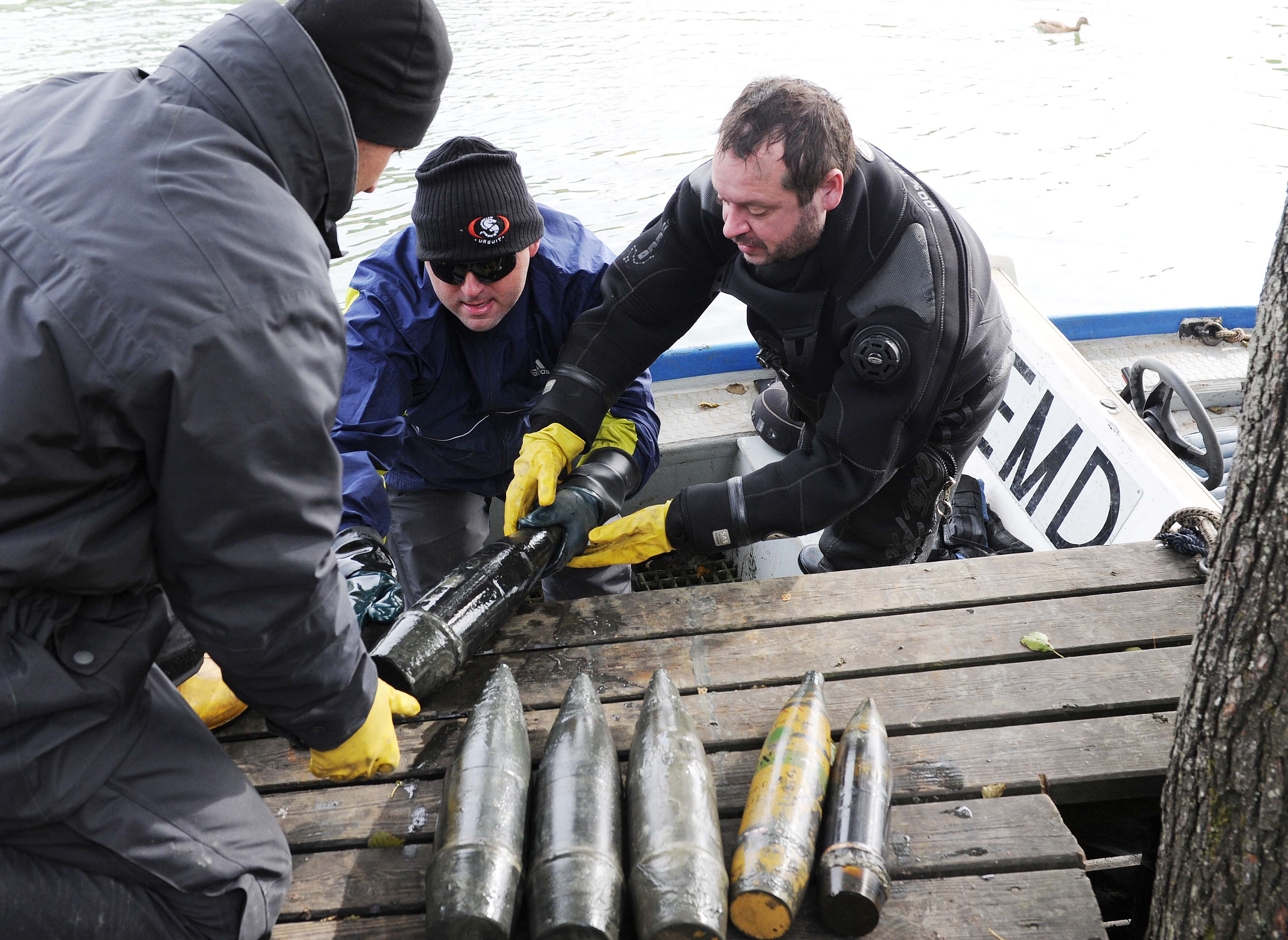
Der Entminungsdienst beim Bergen von Munition

Seit dem 1. Jänner 2013 ist der Entminungsdienst Teil des Bundesministeriums für Landesverteidigung und wurde dort als eigenständige Dienststelle eingerichtet. Der Wechsel zum Verteidigungsressort erfolgte im Rahmen des Konsolidierungspaketes 2012–2016. Mit 1. April 2019 wurde das Kommando Streitkräftebasis aufgestellt und der Entminungsdienst diesem zugeordnet. 15 Beamte sind beim Entminungsdienst tätig, aufgeteilt auf den Hauptsitz in Wien in der Biedermann-Huth-Raschke-Kaserne, sowie die beiden Außenstellen in Hörsching und Graz.
Von 1946 bis 2001 war der Entminungsdienst als Teil der Generaldirektion für die öffentliche Sicherheit und von 2001 bis 2012 als Teil des Bundeskriminalamts dem Bundesministerium für Inneres unterstellt. Der Wiener Hauptsitz befand sich bis zum Juli 2013 zusammen mit dem seines Schwesterdienstes, dem Entschärfungsdienst des Bundeskriminalamts, in der Rossauer Kaserne.
Es gibt zwölf Einsatzfahrzeuge. Intern gibt es spezialisierte Teile für Tauch- und Alpineinsätze.
Meist wird die Munition entschärft, abtransportiert und später gesammelt auf militärischen Sprengplätzen unschädlich gemacht, etwa am Truppenübungsplatz Allentsteig. Manches muss auf Grund der Gefährlichkeit vor Ort vernichtet werden. Infanteriemunition beider Weltkriege wird durch Ausglühen vernichtet.

## Entminungsfälle
Im Jahr 2003 kam es bei der Entschärfung einer Fliegerbombe auf einem Bahngelände in der Stadt Salzburg zu einem tragischen Zwischenfall, bei dem zwei Beamte des Entminungsdienstes getötet wurden und ein weiterer schwere Verletzungen erlitt.
Am 25. März 2011 wurde eine bei Grabungen am Europaplatz vor dem Grazer Hauptbahnhof gefundene britische 500 lb (ca. 250 kg) Langzeitzünder-Bombe gesprengt. Auf Grund ihrer Lage – sie wurde durch die Baggerung an die Oberfläche gelegt – gingen rundum zahlreiche Glasscheiben zu Bruch. Im Zuge derselben Großbaustelle um Straßenbahntieflegung und Straßenunterführungsumbau wurden auch am 24. und 30. März 2013 Bomben und zwar jeweils südlich des Hauptbahnhofgebäudes gefunden, umfangreiche Sperren waren die Folge. Die Bomben stammen von Abwürfen der Alliierten aus 1944 und 1945 auf die Gleisanlagen von GKB- und Hauptbahnhof.
Am 21. August 2013 wurde vom EMD eine 250-kg-US-Bombe aus dem Zweiten Weltkrieg im Gebirge bei Hüttschlag im Pongau, Salzburg gesprengt, da sich einer der zwei Zünder nicht entfernen ließ. Die Bombe war einen Monat zuvor dort in 2000 m Höhe auf einer Geröllhalde nahe der Hubalm zufällig gefunden worden. Sie könnte von einem eventuell beschädigten Bomber am Rückflug von Attnang-Puchheim oder Linz nach Italien zwecks Treibstoffeinsparung abgeworfen worden sein.

## Ausbildung des Personals
Die Ausbildung des Personals Entminungsdienst besteht aus einer dreijährigen Ausbildungszeit in welcher die Auszubildenden jedes Jahr jeweils eine mündliche Prüfung mit zwölf Kampfmitteln oder Zündern absolvieren. Eine Ausbildung an oder eine Zertifizierung durch eine externe fachkundige Stelle erfolgt nicht, sondern erfolgt vollständig im eigenen Rahmen. Ebenso wenig besteht für die Mitarbeiter eine gesetzliche Fortbildungspflicht oder eine zeitliche Befristung der Befähigung, wie sich dies vergleichsweise im deutschen Sprengstoffgesetz verankert findet (z. B. fünf jährige Befristung des Befähigungsscheins nach § 20 SprengG).
Beim Entminungsdienst handelt sich somit um eine Dienststelle bei der die Ausbildung nicht nur selbst und mit eigenem Personal durchgeführt wird, sondern bei welcher der erfolgreiche Abschluss dieser zudem auch noch von selbigem eigenen Personal bestätigt wird. Die tatsächliche Qualität der Ausbildung muss dahingehend daher kritisch hinterfragt werden.

## Fallstatistik
Im ersten Halbjahr 2013 hatte der Entminungsdienst etwa 400 Einsätze, knapp 200 davon in Niederösterreich. In 22 Fällen waren Bombenblindgänger mit Massen von über 50 kg der Anlass, überwiegend jedoch – kleinere – Granaten. Darunter waren 7 Taucheinsätze in Gewässern. Nur 16 mal mussten Relikte an Ort und Stelle gesprengt werden.
Im Jahre 2012 gab es 1.010 Fund- bzw. Wahrnehmungsmeldungen, 2013 rückte der Entminungsdienst 947 Mal zu Einsätzen aus.
Aufgrund zahlreicher Bauprojekte und eines schneearmen Winters rückte der Entminungsdienst 2014 1.123 Mal aus. Nach Bundesländern fanden 2014 575 Einsätze in Niederösterreich statt, in der Steiermark 135, in Oberösterreich 116, im Burgenland 92, in Wien 72, in Kärnten und Tirol etwa 50 und in Salzburg und Vorarlberg jeweils rund 20. Es wurden etwa 35 Tonnen sprengfähiger Kriegsmaterialien abtransportiert. Die Tauchgruppe barg bei 20 Einsätzen mit mehr als 200 Tauchstunden rund 8 Tonnen Kriegsrelikte aus Seen und Flüssen. Ein Großteil im September und Oktober aus dem Ossiachersee, weiters aus Wörther- und Weißensee, alle in Kärnten, sowie Gewässern in OÖ und NÖ. Zwölf Mal war die Alpingruppe im Einsatz, wo etwa 30 Kilogramm Kriegsrelikte geborgen oder gesprengt wurden. Die zwölf Einsatzfahrzeuge legten etwa 258.000 Kilometer zurück.